# Fred Frith
Jeremy Webster „Fred” Frith (ur. 17 lutego 1949 w Heathfield) – współczesny angielski multiinstrumentalista, kompozytor i lider grup muzycznych, związany z awangardą brytyjską (Canterbury sound – brzmienie Canterbury; także Canterbury scene – Scena Canterbury) i amerykańską (New York Downtown Jazz Scene – nowojorska śródmiejska scena jazzowa).

## Życiorys
Fred Frith urodził się 17 lutego 1949 w Heathfield w Wielkiej Brytanii. Jego braćmi są Simon Frith (socjolog muzyki) i Chris Frith (neuropsycholog). Od 5. roku życia uczył się grać na skrzypcach, ale w wieku 13 lat rozpoczął także naukę gry na gitarze. Jego pierwszym zespołem była szkolna grupa The Chaperones wykonująca utwory takich grup jak The Shadows i The Beatles. Jednak usłyszenie muzyków bluesowych (m.in. Alexisa Kornera) całkowicie zmieniło jego nastawienie do muzyki i podejście do gry na gitarze. The Chaperones stali się zespołem bluesowym. Równocześnie interesował się także muzyką etniczną z całego świata.
W 1968 Frith rozpoczął studia na uniwersytecie w Cambridge, gdzie poszerzył swoje horyzonty muzyczne zapoznając się z ideami Johna Cage'a i Franka Zappy. Z zaprzyjaźnionym studentem Timem Hodgkinsonem, grającym na instrumentach klawiszowych i dętych, założył w 1968 zespół Roger Bacon, który grał w stylu 'dada blues'. W październiku 1968 zmienili nazwę na Henry Cow. Zespół ten stał się główną grupą ówczesnej awangardy bryjskiej i przetrwał do 1978 z dorobkiem 6 oficjalnych albumów.
W 1974 Frith wydał swój pierwszy solowy album Guitar Solos zawierający 8 całkowicie improwizowanych utworów wykonywanych na specjalnie przerobionych gitarach 'na żywo', bez żadnych późniejszych ingerencji technicznych w nagrania.
Po zakończeniu działalności Henry Cow, trzech muzyków tego zespołu (Fred Frith, Dagmar Krause i Chris Cutler) założyli grupę Art Bears, która po wydaniu trzech znakomitych płyt zakończyła działalność w 1981.
W 1980 ukazał się drugi solowy album Fritha Gravity. Został on nagrany ze szwedzką grupą Samla Mammas Manna (członkiem organizacji założonej przez muzyków Henry Cow – Rock in Opposition – RIO) i amerykańską grupą The Muffins. Album ten wykazał odejście Fritha od ścisłych intelektualnych struktur i orkiestracji Henry Cow i Art Bears w stronę muzyki swobodniejszej, związanej z folkiem a nawet muzyką taneczną.
W 1979 Frith przeprowadził się do Nowego Jorku i stał się współzałożycielem ruchu awangardowych muzyków znanego pod nazwą New York Downtown Jazz Scene. Brał udział w niezliczonych projektach muzycznych grając i nagrywając z takimi muzykami jak Tom Cora (zm. 9. 4. 1998), Henry Kaiser, Zeena Parkins, Eugene Chadbourne, Ikue Mori, John Zorn, Rene Lussier i grupami muzycznymi: Material (1980), Massacre (1981), Skeleton Crew (1982), Duck & Cover (1983-4), Curlew (1983), Frith & Lussier (1986), French, Frith, Kaiser, Thompson (1987-1990), State of War (1989), Keep the Dog (1989-1992), Naked City (1989-1993), Death Ambient (1998), Maybe Monday (1998), Jad Fair i innymi. Niektóre z tych projektów kontynuowane są do dziś (np. trio Massacre).
W latach 90. Frith zaczął pisać muzykę taneczną, filmową i teatralną oraz kontynuował wydawanie swoich solowych albumów. Skomponował także wiele utworów dla innych wykonawców zarówno indywidualnych jak i grup muzycznych. Nie stracił kontaktu ze swoimi przyjaciółmi z Henry Cow: Chrisem Cutlerem, Timem Hodgkinsonem i Lindsay Cooper, z którymi zrealizował wiele projektów. W grudniu 2006 r. wystąpili nawet jako trio w klubie The Stone w Nowym Jorku.
Po dwuletnim pobycie w Niemczech (żona Fritha fotografik Heike Liss jest Niemką) i we Francji (wykładał kompozycję w L'Ecole Nationale de Musique w Villeurbanne) osiedlił się w 1997 w Kalifornii. Jest profesorem kompozycji w Mills College w Oakland w Kalifornii.

## Dłuższe kompozycje
- 1989 Quartets – na cztery elektryczne gitary
- 1990 Helter Skelter – na dwa soprany, kontralt i duży zespół (elektryczny)
- 1990 Eleventh Hour – na 6 gitar i dwu muzyków
- 1991 Quartets – (dla Ivy Bittowej) Kwartet strunowy nr 1
- 1992 Stone, Brick, Glass, Wood, Wire
- 1993 Freedom in Fragments – suita w 23 częściach na kwartet saksofonowy
- 1993 The Previous Evening – poświęcony Johnowi Cage'owi na 4 klarnety, taśmy, bas, kroki, elektryczne gitary, wirujące przedmioty i głos
- 1994 Pacifica – medytacja na 21 muzyków do tekstu Pabla Nerudy
- 1996 Impur – na 100 muzyków, duży budynek i ruchomą publiczność
- 1998 Traffic Continues: Gusto – na duży zespół z improwizującymi solistami
- 2001 Landing for Choir – na pieśniarza flamenco, wiolonczelę, saksofon i sample
- 2002 Eleventh Hour – na kwartet strunowy i elektryczną gitarę
- 2003 The Happy End Problem – na flet, fagot, guzheng, perkusję, skrzypce i elektronikę
- 2003 The Right Angel – na orkiestrę i elektryczną gitarę
- 2006 Snakes and Ladders – na klarnet, gitarę elektryczną, fortepian, perkusję, wiolonczelę i kontrabas

## Dyskografia
Szczegółowa dyskografia Freda Fritha (FF) zawiera ponad 500 albumów. Poniżej płyty firmowane przez Freda Fritha lub przez Freda Fritha i współautorów/współwykonawców na tych samych prawach.
- 1. Guitar Solos. 1974 FF

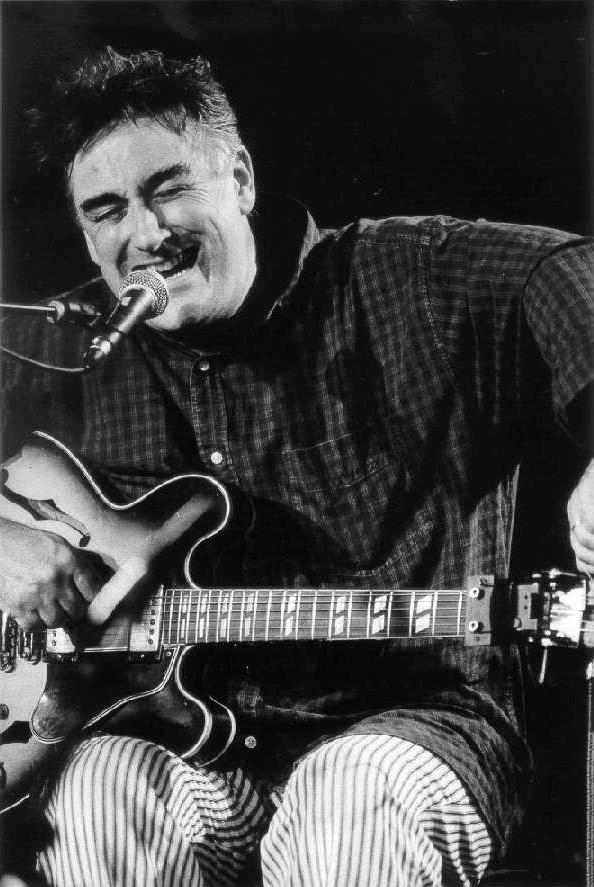
Fred Frith, 1 czerwca 1998, Moers Jazz Festival

- 2. With Friends Like This. 1979 FF, Henry Kaiser
- 3. Gravity.1980 FF
- 4. Speechless. 1981 FF
- 5. Live in Japan. 1982 FF (podwójny)
- 6. Live at Loft Shinjuku Tokyo, Japan, 23 July 1981. 1982? FF & Totsuzen Danball
- 7. Cheap at Half the Price. 1982 FF
- 8. Live in Prague & Washington. 1983 FF i Chris Cutler
- 9. French Gigs. 1983 Lol Coxill i FF
- 10. Who Need Enemies? 1983 FF, Henry Kaiser
- 11. Shams. 1987 FF, Rene Lussier
- 12. Live, Love, Larf & Love. 1987 French, Frith, Kaiser, Thompson
- 13. With Enemies Like This, Who Needs Friends? 1987 FF, Henry Kaiser
- 14. The Technology of Tears. 1988 FF
- 15. The Top of His Head. 1989 FF
- 16. Invisible Means. 1990 French, Frith, Kaiser, Thompson
- 17. Step Across the Border. 1990 FF (muzyka filmowa)
- 18. Live in Moscow, Prague & Washington. 1990 FF, Chris Cutler
- 19. Gravity. 1991 FF (wznowienie ale z nowymi utworami)
- 20. Live Improvisations. 1992 FF, Tim Hodgkinson
- 21. Helter Skelter. 1993 FF, François-Michel Pesenti
- 22. Quartets. 1994 FF
- 23. Subsonic 1. Sounds of Distant Episode. 1994 FF, Marc Ribot
- 24. The Art of Memory. 1995 John Zorn, FF
- 25. Live in Throndheim, Berlin, Limoges. 1994 Chris Cutler, FF
- 26. Middle of the Moments. 1995 FF
- 27. Death Ambient. 1995 Kato Hideki, Ikue Mori, FF
- 28. Allies – Music for Dance, Vol. 2. 1996 FF
- 29. Eye to Ear. 1997 FF
- 30. Ayaya Moses. 1997 FF, Guitar Quartet
- 31. En Public Aux Laboratoires D'Aubervilliers. 1997 FF, Jean-Pierre Drouet
- 32. Reel. 1997 FF, Noel Akchote
- 33. The Previous Evening. 1997 FF
- 34. Etymology. 1997 FF, Tom Cora
- 35. Meridiem. 1998 Percy Howard, Charles Hayward, FF, Bill Laswell
- 36. Pacifica. 1998 FF (ale nie gra na tej płycie)
- 37. Friends & Enemies. 1999 FF, Henry Kaiser (tym razem wszystkie trzy albumy, ale z dodatkiem nowych utworów)
- 38. Stone, Brick, Glass, Wood, Wire (Graphic Scores 1986-1996). 1999 FF
- 39. Live. 1999 FF (z koncertu w Bydgoszczy, wydanie tylko promocyjne)
- 40. Traffic Continues. 2000 FF
- 41. 2 Gentlemen in Verona. 2000 Chris Cutler, FF
- 42. Later... 2000. Mark Dresser, FF, Ikue Mori
- 43. I Dream You Jumping. 2001 FF, Jean-Pierre Drouet, Louis Sclavis
- 44. Ars Longa Dens Brevis. 2001 FF, Toyozumi Yoshisaburo, Onnyk, John Zorn
- 45. Clearing. 2001 FF
- 46. Freedom in Fragments. 2002 FF
- 47. Accidental (Music for Dance, Vol. 3) 2002 FF
- 48. Whisperings. 2002 Michael Wintsch, FF, Franziska Baumann, Bernard Trontin
- 49. Dearness. 2002 FF, Anne Bourne, John Oswald
- 50. Prints-Snapshots, Postcards, Messages and Miniatures 1978-2001. 2002 FF
- 51. All Is Bright, But It Is Not Day. 2002 FF, Jean Derome, Pierre Tanguay, Myles Boisen
- 52. Dalaba Frith Glick Rieman Kihlstedt. 2003 Leslie Dalaba, FF, Eric Glick Rieman, Karla Kihlstedt
- 53. Keep the Dog. 2003 FF (tak nazwano także ten zespół)
- 54. Soshin. 2003 Derek Bailey, Antoine Berthiaume, FF
- 55. Rivers and Tides (Workin with Time). 2003 FF (muzyka do filmu)
- 56. Tempted to Smile. 2003 FF, Joelle Leandre, Jonathan Segel
- 57. Eye to Ear II. 2003 FF
- 58. What Leave Behind. 2004 Toychestra, FF
- 59. 50th Birthday Celebration Vol. 5. 2004 FF, John Zorn

### Płyty, których Frith nie firmuje
- 60. The English Channel. 1979 Eugene Chadbourne & 2000 Statues
- 61. Commercial Album. 1980 The Residents
- 62. Rags. 1981 Lindsay Cooper
- 63. 185. 1981 The Muffins
- 64. Killing Time. 1981 Massacre
- 65. The Golden Palominos. 1983 The Golden Palominos
- 66. Stop Those Songs. 1983 V-Effect
- 67. Dynamite. 1984 Dr. Umezu Band
- 68. Learn to Talk. 1984 Skeleton Crew
- 69. David Moss Dense Band. 1985 David Moss Dense Band
- 70. North America. 1985 Curlew
- 71. The Country of Blinds. 1985 Skeleton Crew
- 72. Slope-Gradual Disappearance. 1987 Tenko
- 73. Against no Wall. 1987 Rebby Sharp
- 74. Der Man Im Fahrstuhl/The Man in the Elevator. 1988 Heiner Goebbels, Heiner Muller
- 75. Le Tresor De la Langue. 1989 Rene Lussier
- 76. Next to Nothing. 1989 Nicky Skopelitis
- 77. Saved. 1989 Swans
- 78. Naked City. 1990 John Zorn
- 79. Torture Garden. 1990 Naked City
- 80. In One Mouth and Out of the Other. 1990 Rebby Sharp
- 81. Dropera. 1991 Fred & Ferd (opera rockowa)
- 82. Improvised Music, New York 1981. 1991 Material
- 83. Stop Complaining/Sundown. 1991 Hans Reichel
- 84. Heretic, Jeux Des Dames Cruelles. 1992 Naked City
- 85. Grand Guignol. 1992 Naked City
- 86. Leng Tch'e. 1992 Naked City
- 87. Domestic Stories. 1992 Chris Cutler, Lutz Glandien
- 88. Radio. 1993 Naked City
- 89. Absinthe. 1993 Naked City
- 90. Orlando. 1993 David Mortion & Sally Potter (muzyka do filmu Sally Potter)
- 91. Looping Home Orchestra Live 1992-1993. 1993 Lars Hollmer
- 92. Live From Soundscape. 1994 Material
- 93. Cyberband. 1994 Richard Teitelbaum
- 94. Fear No Love. 1994 Bob Ostertag
- 95. Techno Mit Storungen. 1996 Jon Rose
- 96. Black Box. 1997 Naked City
- 97. Funny Valentine. 1998 Massacre
- 98. Upbeat. 1999 Guitar Quartet
- 99. A Mere Coincidence. 1999 The Science Group
- 100. Synaesthesia. 1999 Death Ambient
- 101. Saturn's Finger. 1999 Maybe Monday
- 102. Live in Bydgoszcz. 1999 Guitar Quartet (tylko promocyjne wydanie)
- 103. Xu Feng. 2000 John Zorn
- 104. Meltdown. 2001 Massacre
- 105. May I Now. 2001 Alvin Curran
- 106. St. Louis Blues. 2001 Aki Takase
- 107. Live Volume 1: Knitting Factory 1989. 2002 Naked City
- 108. That House We Lived In. 2003 Keep the Dog
- 109. Lonely Heart. 2007 Massacre

## Wideografia
- A Bookshelf on Top of the Sky (John Zorn, 2004)
- Step Across the Border (1990, 2003)
- Middle of the Moment (1995, 2003)

## Filmografia
- A Bookshelf on Top of the Sky: 12 Stories About John Zorn (2002, film dokumentalny, reżyseria: Claudia Heuermann)[4]